# Pinheiro de Ázere
Pinheiro de Ázere es una freguesia portuguesa del concelho de Santa Comba Dão, con 11,14 km² de superficie y 1.003 habitantes (2001). Su densidad de población es de 90,0 hab/km².